# 129321 Tannercampbell
129321 Tannercampbell è un asteroide della fascia principale. Scoperto nel 2005, presenta un'orbita caratterizzata da un semiasse maggiore pari a 2,2458775 UA e da un'eccentricità di 0,1359340, inclinata di 3,76140° rispetto all'eclittica.